# Мадона деле Грације (Пескара)
Мадона деле Грације (итал. Madonna delle Grazie) је насеље у Италији у округу Пескара, региону Абруцо.
Према процени из 2011. у насељу је живело 74 становника. Насеље се налази на надморској висини од 477 м.